# Вероніка скардська
Вероніка скардська (Veronica scardica) — багаторічна трав'яниста рослина, вид роду вероніка (Veronica) родини подорожникові (Plantaginaceae).

## Ботанічний опис
Стебла висхідні або прямостоячі, тонкі, неясно чотиригранні, висотою 5-20 (до 40) см, голі, порожнисті, численні, рідко поодинокі, розгалужені або прості.
Нижні листки на коротких черешках, яйцеподібні або округлі; середні та верхні на черешках або із звуженою основою, майже сидячі, яйцеподібні або довгасто-ромбічні, довжиною 1-3 см, рідше більші, голі, зубчасті або майже цілокраї, на верхівці гострі.
Китиці пазушні, голі, при плодах пухкі, з 10-20 розставленими коробочками. Чашечка у два-три рази коротша від квітконіжок; Віночок трохи перевищують чашечку, блідо блакитно-бузкового або яскраво-блакитного кольору.
Плід — коробочка, округло-еліптична, трохи стиснута, з тонкими стулками, довжиною 2-3 мм, по ширині трохи перевищує довжину, гола, з маленькою виїмкою на верхівці або без виїмки. Насіння численне, еліптичне, плоско-опукле, сплюснуте, дрібне, бородавчасте, жовтувате, облямоване.

## Поширення
Вид поширений у Центральній та Східній Європі, на Балканському півострові та в Азії: у Туреччині, Сирії, Ірані та Лівії; в Україні у Лівобережному лісостепу, росте на вологих луках.